# 大洋龍亞科
大洋龍亞科（Halisaurinae）屬於滄龍科，由Bardet等人於2005年所創立，是群多樣化的海生有鱗目動物，生存於晚白堊紀。大洋龍亞科的詞源來自於大洋龍（Halisaurus），在希臘文中意為「海蜥蜴」。
Bardet等人將大洋龍亞科鑑定為：滄龍類之中，親緣關係接近於大洋龍，而離莫那龍較遠的所有物種。大洋龍亞科的明確特徵為：前上頜骨與上頜骨之間的縫合處前部垂直，中間傾斜，後部水平、顱頂骨與鱗狀骨之間的接觸面傾斜、橈骨的軸前隆起佔了長度的2/3、脛骨與腓骨長而修長，末端稍微擴張。大洋龍亞科的不明確特徵則包含：額骨前2/3部分有背側中央隆起、額骨腹側有突起物、頂孔（Parietal foramen）由腹側突起物包圍、方骨有大型蹬下突、方骨的蹬下突與蹬上突合併、沒有椎弓突（Zygosphene）-椎弓凹（Zygantrum）複合體、以及癒合的脈棘。
在過去數十年來，大洋龍亞科的命名因為模式屬大洋龍的關係而造成許多混淆，尤其是H. sternbergii。H. sternbergii被發現於阿拉巴馬州的Mooreville白堊層，以及堪薩斯州的奧布拉拉白堊層；牠們原先被分類於滄龍亞科的硬椎龍屬，後來被分類於大洋龍屬；大洋龍屬在當時被認為屬於滄龍亞科。後來的研究人員質疑大洋龍的系統發生學位置，以及是否為單系群；部分原因是因為H. sternbergii與大洋龍其他種的形態差異。最後，Bardet等人在2004年決定將H. sternbergii建立為新屬Eonatator；並成立大洋龍亞科，由Eonatator與大洋龍所構成。
大洋龍亞科是群體型小到中型的滄龍類，身長平均為4.5-6公尺。在所有滄龍類之中，大洋龍亞科是最不適應海生生活的一裙。大洋龍亞科被發現於北美洲、歐洲、南美洲、以及非洲。最早發現的大洋龍亞科化石年代為桑托階，牠們存活到馬斯垂克階。

## 系統發生學與分類
大洋龍是滄龍類系統發生學的一個重要分類項目，因為大洋龍曾多次被認為是其他滄龍類的姐妹生物群。Bardet等人在2004年提出的親緣分支分類法研究支持這個說法，他們將大洋龍與Eonatator分類於大洋龍亞科演化支，並為更先進滄龍科的姐妹生物群。
- 大洋龍亞科 Halisaurinae
  - Eonatator
    - E. sternbergii
    - E. coellensis

  - 大洋龍 Halisaurus
    - H. platyspondylus
    - H. arambourgi
    - H. onchognathus (疑名，正模標本在第二次世界大戰中遭到摧毀)

  - 磷酸盐龙 Phosphorosaurus
    - 奥氏磷酸盐龙 P. ortliebi
    - 美溪磷酸盐龙 P. ponpetelegans

  - 多齒龍 Pluridens
    - P. calabaria
    - P. walkeri

## 外部連結
- Oceans of Kansas' "Kansas Mosasaurs in Sweden" page, devoted to the holotype of Halisaurus sternbergii, includes many photos（页面存档备份，存于）